# Lemairegisa elegans
Lemairegisa elegans är en fjärilsart som beskrevs av Paul Thiaucourt 1987. Lemairegisa elegans ingår i släktet Lemairegisa och familjen tandspinnare. Inga underarter finns listade i Catalogue of Life.